# 론 도나치

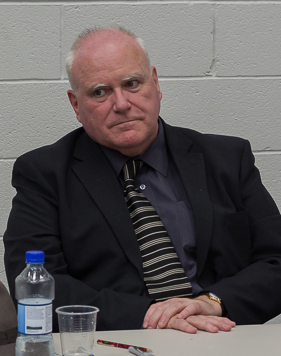

론 도너키(Ron Donachie, 1956년 4월 26일 ~ )는 영국의 배우이다. 스코틀랜드 던디에서 태어났다.

## 출연 작품
- 강철비 (2017년) - 미국무장관 마이클돕스 역
- 필스 (2013년)
- 블리츠 (2011년)
- 심해원정대 오르페우스호 (2010년)
- 노 홀즈 바드 (2009년)
- 스톤 오브 데스티니 (2008년)
- 막스 마누스 (2008년)
- 남주기 아까운 그녀 (2008년)
- 플라잉 스코츠맨 (2006년)
- 아돌프 삼촌 (2005년)
- 수도사 바비 (2005년)
- 맨 투 맨 (2005년)
- 새클턴 (2002년)
- 뷰티풀 크리처 (2000년)
- 아이반호 (1997년)
- 와일드 사파리 (1997년)
- 타이타닉 (1997년) - 마스터 역
- 레드 이글 (1994년)
- 정글북 (1994년)
- 하트비트 (1992년)
- 더 빌 (1984년)
- 쾌적과 쾌락 (1984년)

### 텔레비전
- 워터루 로드 시즌8
- 왕좌의 게임 1 (2011년) - 서 로드릭 카셀 역
- 닥터 후 시즌2